# プリムス・ボラーレ
ボラーレ（Volare ）は、アメリカの自動車メーカークライスラー（現:フィアット・クライスラー・オートモービルズ）がプリムスブランドで販売していた後輪駆動の乗用車である。アメリカ本国ではコンパクトクラス（コンパクトカー）と見なされていたが、欧州製の同種よりも大きなものになっていた。

## 概要
姉妹車にダッジ・アスペンがいる。プリムスが1975年まで生産していたプリムス・ヴァリアントの後継で4ドアセダン、5ドアステーションワゴン、2ドアクーペをラインナップしていた。パワーユニットは3.7Lの直6エンジン、5.2L、5.9LのV8エンジンで、それに3速AT、3速MT、4速MTが組み合わされた。
日本では三菱自動車工業がクライスラー318/クライスラー・チャージャー770の後継として輸入販売を行っていた。後継はプリムス・リライアント。